# Alcools de fusel
 (janvier 2022).
Si vous disposez d'ouvrages ou d'articles de référence ou si vous connaissez des sites web de qualité traitant du thème abordé ici, merci de compléter l'article en donnant les références utiles à sa vérifiabilité et en les liant à la section « Notes et références ».
Les alcools dits de fusel (huiles de fusel, huile de pomme de terre) sont produits au cours de la fermentation alcoolique. Ils contribuent par exemple à donner sa saveur à la bière.

## Composition
Les alcools de fusel sont un mélange d'alcools supérieurs et inférieurs, alcools gras, terpènes et furfural. Ils se forment par la fermentation alcoolique comme sous-produits du métabolisme et contribuent à donner du goût aux arômes présents dans la bière, le vin, le cidre et les alcools. Le terme fusel vient de l'allemand et signifie mauvais alcool.
Les principaux composés présents dans les alcools dits de fusel sont :
- le butanol (plusieurs isomères) ;
- l'hexanol ;
- l'alcool amylique (iso-amylique) ;
- le pentanol ;
- le propanol.

La présence de ces substances en grandes quantités peut initier des arômes épicés ou des arrière-goûts de solvants. Ce sont les alcools de fusel qui donnent le goût si particulier au whisky alors que la vodka n'en contient presque pas.
Leur dégradation dans l’organisme produit des substances toxiques et engendre des maux de tête, des vomissements ou même le coma.
Ces produits sont formés au cours de la fermentation lorsque la température et le pH sont élevés. Ils sont concentrés dans les queues de distillation, à la fin du processus. Ils se présentent alors sous un aspect huileux d'où leur nom huile de fusel.
On peut réduire la teneur en alcools de fusel dans les boissons alcoolisées par filtration sur charbon actif.

## Utilisation
Cette huile était autrefois appréciée par les soldats, notamment durant la Première Guerre mondiale, afin d'empêcher la rouille des mécanismes de leurs fusils, par une application du produit sur les parties métalliques.
Au XXIe siècle, l'emploi des alcools de fusel comme biocarburants a été décrit.

## Histoire
Adolf Hitler, qui avait souvent recours à des traitements alternatifs, a lui-même utilisé, durant quelque temps, une médication à base d'alcools de fusel, afin de traiter ses irritations gastriques et surtout ses gaz intestinaux, qui semblaient le harceler constamment. Ces traitements étaient prescrits par son médecin personnel, le Dr Theodor Morell. Mais ce traitement lui aurait causé de nombreux effets secondaires tels qu'une diplopie ou des nausées. En effet, les alcools de fusel sont impropres à la consommation lorsqu'ils sont concentrés.

## Source
Pour la science, 18 juin 2003 (passage à préciser).